# Worldwide Hustler
Worldwide Hustler – jest to mixtape Obie Trice z 2008 roku. Na płycie gościnnie wystąpili Eminem i The Game.

## Lista utworów
| Nr | Tytuł                     | Czas | Wykonawcy                 |
| -- | ------------------------- | ---- | ------------------------- |
| 1  | "Back To Back"            | 2:36 | Obie Trice Proof Dogmatic |
| 2  | "Ball Out"                | 3:21 | Obie Trice                |
| 3  | "Detroit"                 | 4:13 | Obie Trice                |
| 4  | "Detroit Summer"          | 5:29 | Obie Trice                |
| 5  | "Emulate"                 | 1:34 | Obie Trice Eminem         |
| 6  | "Black Boy"               | 2:59 | Obie Trice                |
| 7  | "Fallin' (Remix)"         | 4:07 | Obie Trice Jay-Z          |
| 8  | "Poppin Off"              | 3:24 | Obie Trice                |
| 9  | "Short Distance"          | 4:20 | Obie Trice                |
| 10 | "Hold Up"                 | 2:31 | Obie Trice                |
| 11 | "Bleed Freestyle"         | 3:26 | Obie Trice                |
| 12 | "The Giant"               | 4:06 | Obie Trice                |
| 13 | "So Much Drama"           | 2:52 | Obie Trice                |
| 14 | "In The Booth"            | 3:27 | Obie Trice                |
| 15 | "What You Want"           | 3:40 | Obie Trice                |
| 16 | "Up In The Hood"          | 3:33 | Obie Trice The Game       |
| 17 | "Welcome To Detroit City" | 3:23 | Obie Trice                |
| 18 | "2nd Round"               | 1:07 | Obie Trice                |
| 19 | "Synopsis"                | 1:16 | Obie Trice                |
| 20 | "8 Mile"                  | 3:57 | Obie Trice                |